# マペット・ベイビーズ
マペット・ベイビーズ（Muppet Babies）は、アメリカのテレビアニメ。オープニング表記では、ジム・ヘンソンのマペット・ベイビーズ（Jim Henson's Muppet Babies）。

## 概要
この番組は、1984年9月15日から1991年11月2日までCBSで放送された。日本では1986年6月に収録されたと思われる未公開のパイロット版も存在する。その1986年、Newtypeでは『マペット・ベイビー』と紹介されている。東映アニメーションでは、この作品名を「マペット・ベービー」と表記されているほか、パートに分けている。
物語の基本はマペッツたちの子供時代を描く物語である。エンディングの後にベイビーズたちが登場することがあるが、主にアニマルがメインで「バイバーイ！（Go-Bye-Bye!）」と視聴者にお別れをして番組は終了。
本作はジム・ヘンソン・プロダクションとマーベル・プロダクションによる共同製作で、東映動画（シーズン1 - シーズン3、シーズン4の第5話）とAKOMプロダクション（シーズン4 - シーズン7の第6話）が本作の下儲けとして参加していた。現在は両社を買収したウォルト・ディズニー・カンパニーが権利を保有している。
2018年3月23日からはディズニージュニアでリブート版が放送されており、日本でも『マペット・ベビー』のタイトルで放送されている。

## キャラクター

### メイン
カーミット
声 - フランク・ウェルカー、ジム・ヘンソン(アーカイブ映像)
冒険が大好きな男の子で、みんなが困っていることを全て解決してくれる。
ミス・ピギー
声 - ローリー・オブライエン
恋愛もの（ロマンス）が大好きな女の子で、主にカーミットが大好きでいつも自身の恋愛物語に登場させることがある。
フォジー
声 - グレッグ・バーグ
お笑いが大好きな男の子で、みんなにダジャレを言う。
アニマル
声 - ホーウィー・マンデル→デイブ・クーリエ
元気な男の子の赤ちゃん。ダンスが得意な上、ドラムも叩ける。
スクーター
声 - グレッグ・バーグ
パソコンが得意な男の子。しかし、他のことはあまり上手くなく、スキーターにからかわれることがある。
スキーター
声 - ホーウィー・マンデル→フランク・ウェルカー
スクーターの妹、ブランコが得意。
ゴンゾ
声 - ルシー・テイラー
楽しいことが大好きな男の子。
ロルフ
声 - ケイティ・レイ
ピアノが得意な男の子。
ブンゼン
声 - ホーウィー・マンデル→デイブ・クーリエ
科学が得意な男の子。
ビーカー
声 - フランク・ウェルカー
ブンゼンの助手。
ナニー
声 - バーバラ・ビリングズリー

### 仲間たち
スタトラー
声 - デイブ・クーリエ
ウォルドーフ
声 - デイブ・クーリエ
ジュリアス・ストレンジポーク
声 - グレッグ・バーグ
ビーン・バニー
声 - デイブ・クーリエ
ジャニス
声 - デイブ・クーリエ
カミラ
声 - フランク・ウェルカー
ファニー
声 - ルシー・テイラー
ロビン
声 - ルシー・テイラー
キャプテン・ブラックウィング
声 - ローリー・オブライエン
スモック・ベア
声 - ピーター・カレン

### その他/ゲストなど
スパイダーマン
声 - ?
「Comic Capers」に登場。おそらくこの回の日本語吹き替え版は無い（本作自体の放送実績はあったが確認できない）。
超人ハルク
声 - フランク・ウェルカー
「Comic Capers」にカメラマンのロルフがエレベーターに出るシーンから登場。
スタン・リー
「Comic Capers」に実写で登場。スパイダーマンに変身したロルフがクモの糸を飛ばしているところで手に掛かった。

## 日本語版声優
| キャラクター       | 日本語版声優                 |
| 未公開パイロット版 |                              |
| ------------------ | ---------------------------- |
| カーミット         | ?                            |
| ゴンゾ             | ?                            |
| ピギー             | ?                            |
| フォジー           | ?                            |
| アニマル           | ?                            |
| ロルフ             | ?                            |
| スクーター         | 古谷徹                       |
| スキーター         | ?                            |
| ブンゼン           | ?                            |
| ビーカー           | ?                            |
| スタトラー         | ?                            |
| ウォルドーフ       | ?                            |
| ナニー             | ?                            |
|                    |                              |
| 翻訳               | ?                            |
| 演出               | ?                            |
| 録音制作           | ?                            |
| 初回放送日         | 未公開 （1986年6月録音収録） |

## エピソード一覧
| シーズン | シーズン | 話数 | 全話数 | 放送日 アメリカ合衆国 | 放送日 アメリカ合衆国 |
| シーズン | シーズン | 話数 | 全話数 | 放送開始日            | 放送終了日            |
| -------- | -------- | ---- | ------ | --------------------- | --------------------- |
|          | 1        | 13   | 13     | 1984年9月15日         | 1984年12月8日         |
|          | 2        | 13   | 26     | 1985年9月14日         | 1985年12月7日         |
|          | 3        | 16   | 42     | 1986年9月13日         | 1986年12月27日        |
|          | 4        | 18   | 60     | 1987年9月19日         | 1988年1月16日         |
|          | 5        | 13   | 73     | 1988年9月10日         | 1988年12月3日         |
|          | 6        | 18   | 91     | 1989年9月16日         | 1990年1月13日         |
|          | 7        | 8    | 99     | 1990年9月15日         | 1990年11月3日         |
|          | 8        | 8    | 107    | 1991年9月14日         | 1991年11月2日         |

| 話数 | サブタイトル | 原題                                         | 歌                                                     | 放送日         |
| --- | ------------ | -------------------------------------------- | ------------------------------------------------------ | -------------- |
| 1 |              | Noisy Neighbors                              | Sleep Rockin                                           | 1984年9月15日  |
| マペットたちは、お隣の警察官を起こさないように、アニマルを黙らせようとする。 |              |                                              |                                                        |                |
| 2 |              | Who's Afraid of the Big, Bad Dark?           | Good Things Happen in the Dark                         | 1984年9月29日  |
| ビーカーは暗いところがとても怖く、みんなでビーカーの暗所恐怖症を治すことにした。 |              |                                              |                                                        |                |
| 3 |              | Dental Hyjinks                               | Loose Tooth Boogie                                     | 1984年9月22日  |
| カーレースの最中にフォジーが虫歯になってしまい、マペットたちが歯医者さんになってフォジーの歯を抜くのを手伝う。 |              |                                              |                                                        |                |
| 4 |              | Raiders of the Lost Muppet                   | Best Friends                                           | 1984年10月6日  |
| みんなでかくれんぼをしていたら、アニマルが突然どこかへ行ってしまった。マペットたちは、アニマルを探すために部屋の周りを探した。 |              |                                              |                                                        |                |
| 5 |              | Scooter's Hidden Talent                      | Dream for Your Inspiration                             | 1984年10月13日 |
| 他のマペットたちは、それぞれ違った特技を持っている。スクーターだけは、どういう特技があるのか分からず、みんなでスクーターの特技を考えることになった。                                                                                                  |              |                                              |                                                        |                |
| 6 |              | The Case of the Missing Chicken              | Camilla                                                | 1984年10月20日 |
| ゴンゾのカミラがいなくなり、カーミットたちはカミラを探すことになる。 |              |                                              |                                                        |                |
| 7 |              | Eight Take-Away One Equals Panic             | Table for One                                          | 1984年10月27日 |
| 医師のジェキンス先生がナニーの家に来るため、ナニーが8人のベイビーズを1人減らそうと考えてしまい、それを聞いたマペットたちが大パニックを起こしてしまう。                                                                                                |              |                                              |                                                        |                |
| 8 |              | What Do You Want to Be When You Grow Up?     | It's Up to You                                         | 1984年11月3日  |
| 大人なったら何になりたいか、マペットたちは考えていた。カーミットも将来を考えるのに苦労している。 |              |                                              |                                                        |                |
| 9 |              | Close Encounters of the Frog Kind            | Practice Makes Perfect                                 | 1984年11月10日 |
| カーミットの甥のロビンが、ナニーの家に遊びにやって来る。 |              |                                              |                                                        |                |
| 10 |              | Gonzo's Video Show                           | I Can't Help Being a Star                              | 1984年11月17日 |
| ナニーが貸してくれたビデオカメラで、マペットたちは自分だけの映画を作っていたが、最後は自分だけの『スターウォーズ』を作ることになった。 |              |                                              |                                                        |                |
| 11 |              | Fun Park Fantasies                           | Merry Go Round                                         | 1984年11月24日 |
| 明日、ナニーと一緒に初めての遊園地に行くことになったマペットたちは、その遊園地がどんなところなのか想像する。 |              |                                              |                                                        |                |
| 12 |              | From a Galaxy Far, Far Away                  | Rocket to the Stars                                    | 1984年12月1日  |
| ベイビーズのおへやに宇宙人がやってきた。ベイビーズたちは、その宇宙人を冥王星に帰そうと考える。 |              |                                              |                                                        |                |
| 13 |              | Good, Clean Fun                              | Keep Your Animal Clean                                 | 1984年12月8日  |
| アニマルが照明ランプを壊してしまい、ナニーに怒られないようそのランプを昼ごはんで治そうとするが、だんだん部屋が散らかってしまい、マペットたちは掃除を考える。                                                                                          |              |                                              |                                                        |                |
| 14 |              | Once Upon an Egg Timer                       | Show Us the Real You                                   | 1985年9月14日  |
| ロルフが声をなくしてしまったため、マペットたちがロルフの代わりに喋らなくてはならない。 |              |                                              |                                                        |                |
| 15 |              | Piggy's Hyper-Activity Book                  | Music is Everywhere                                    | 1985年9月21日  |
| ナニーからプレイブックを勧められ、マペットたちが楽しく遊んでいる。 |              |                                              |                                                        |                |
| 16 |              | Fozzie's Last Laugh                          | Wocka Wocka Wocka!                                     | 1985年9月28日  |
| お笑いの才能が無くなってしまったフォジーを、マペットたちが元気づける。 |              |                                              |                                                        |                |
| 17 |              | The Great Cookie Robbery                     | Trackin                                                | 1985年10月5日  |
| ゴンゾは、みんなが食べるクッキーをナニーからもらい、それを誤って食べてしまう。 |              |                                              |                                                        |                |
| 18 |              | Out-of-This-World History                    | Yankee Doodle Rock                                     | 1985年10月12日 |
| マペットたちは、ナニーの大好きな歴史の本の中に入ってしまう。 |              |                                              |                                                        |                |
| 19 |              | Snow White and the Seven Muppets             | Snow White Bluesアメリカ・ザ・ビューティフル           | 1985年10月19日 |
| 白雪姫でプリンセスの役が貰えず、ピギーがイライラしてしまう。 |              |                                              |                                                        |                |
| 20 |              | I Want My Muppet TV!                         | TV Maniacs                                             | 1985年10月26日 |
| テレビが壊れてしまったため、マペットたちは自分だけの番組を作ろうと考える。 |              |                                              |                                                        |                |
| 21 |              | Musical Muppets                              | The Weirdo TrollOn the RangeHow to Tell a Chicken Joke | 1985年11月2日  |
| マペットたちは、曲づくり大会に参加してミュージカルな楽曲をを作る。 |              |                                              |                                                        |                |
| 22 |              | What's New at the Zoo?                       | Animals Are My Favorite People                         | 1985年11月9日  |
| マペットたちは動物園に行くのを楽しみにしていた。しかし、ロルフは動物園がどんなところなのか知らなかった。 |              |                                              |                                                        |                |
| 23 |              | The Great Muppet Cartoon Show                | We Love Cartoons                                       | 1985年11月16日 |
| マペットたちは、自分たちで最高のテレビアニメを作る。 |              |                                              |                                                        |                |
| 24 |              | The Muppet Museum of Art                     | Art is for Your Heart                                  | 1985年11月23日 |
| 今日は美術館へ行くはずが、スキーターが足を捻挫して行けなくなってしまう。ベイビーズたちは、スキーターのために美術館を作ろうと考える。 |              |                                              |                                                        |                |
| 25 |              | By the Book                                  | Someone’s Gonna Fix It                                 | 1985年11月30日 |
| マペットたちは、1人ずつ自分が大好きな本のおはなしをする。 |              |                                              |                                                        |                |
| 26 |              | When You Wish Upon a Muppet                  | Wishes Have a Way                                      | 1985年12月7日  |
| マペットたちは、自分たちでどんな願い事をするか考える。 注：この回の後に流れる一部シーンは、マペットの大冒険/宝石泥棒をつかまえろ!からのものだった。マペット・ベイビーズに登場したマペットの殆どは、不思議なことにも該当シーンには登場していなかった。 |              |                                              |                                                        |                |
| 27 |              | Pigerella                                    | Check Me Out                                           | 1986年9月13日  |
| ピギーは、シンデレラになりきって部屋のお掃除をする。 |              |                                              |                                                        |                |
| 28 |              | The Best Friend I Never Had                  | Nobody's Perfect                                       | 1986年9月20日  |
| ベイビーズたちは、スクーターのパソコンを使ってお友達を作ろうとする。 |              |                                              |                                                        |                |
| 29 |              | The Weirdo Zone                              | Semi-Weirdo                                            | 1986年9月27日  |
| ゴンゾの言っていることを理解するため、ベイビーズたちは身の回りにある不思議なものに触れる。 |              |                                              |                                                        |                |
| 30 |              | Muppets in Toyland                           | I Never Get Tired of Toys                              | 1986年10月4日  |
| おもちゃの国でスクーターのロボットが、マペットたちに襲い掛かる！ |              |                                              |                                                        |                |
| 31 |              | The Muppet Broadcasting Company              | Let’s Hear It for Your Ears                            | 1986年10月11日 |
| ナニーの家が停電してしまい、マペットたちは自分だけのラジオ番組を作り、復旧するまでやり遂げる。 |              |                                              |                                                        |                |
| 32 |              | Kermit Goes to Washington                    | Jailbirds                                              | 1986年10月18日 |
| カーミットは、ベイビーズに保育園のルールを作らせ、いろんな統治を学ぶ。 |              |                                              |                                                        |                |
| 33 |              | Fozzie's Family Tree                         | Amadogus                                               | 1986年10月25日 |
| マペットたちは、自分たちのご先祖様が誰なのかを考える。 |              |                                              |                                                        |                |
| 34 |              | The Daily Muppet                             | The Daily Muppet                                       | 1986年11月1日  |
| ナニーが取っていた新聞が破れてしまい、マペットたちは自分たちでマペット新聞を作ろうと決心する。 |              |                                              |                                                        |                |
| 35 |              | Scooter's Uncommon Cold                      | Get Well Soon                                          | 1986年11月8日  |
| スクーターが風邪を引いてしまったため、カーミットたちと遊べなくなってしまった。ベイビーズたちは、スクーターの体内に入ってバイキンと戦う。 |              |                                              |                                                        |                |
| 36 |              | Treasure Attic                               | Pirates                                                | 1986年11月15日 |
| ナニーが無くしたものを探すため、マペットたちは宝さがしに行く。 |              |                                              |                                                        |                |
| 37 |              | Around the Nursery in 80 Days                | Flyin' Away                                            | 1986年11月22日 |
| ナニーが家にいない間、ベイビーズたちは保育園で楽しいアトラクションを作って遊ぶ。 |              |                                              |                                                        |                |
| 38 |              | Fine Feathered Enemies                       | Remember to Love                                       | 1986年11月29日 |
| 保育園からオウムのポリーがやってきた。しかし、ベイビーズが遊んでいるときにポリーが邪魔して大喧嘩が起きてしまう。 |              |                                              |                                                        |                |
| 39 |              | Muppet Goose                                 | Make a Nursery Rhyme                                   | 1986年12月6日  |
| ナニーは、マペット・グースを歌ってベイビーズを寝かしつける。 |              |                                              |                                                        |                |
| 40 |              | Bad Luck Bear                                | Good Luck                                              | 1986年12月13日 |
| お調子者のフォジーがナニーの鏡を割ってしまい、非常に落ち込んでしまう。 |              |                                              |                                                        |                |
| 41 |              | Of Mice and Muppets                          | Playin' in the City                                    | 1986年12月20日 |
| 檻の中からカラザース巡査が飼っていたネズミのピーウィーが逃げ出してしまい、ベイビーズたちは急いでピーウィーを探す。 |              |                                              |                                                        |                |
| 42 |              | Back to the Nursery                          | Runnin' Out of Time                                    | 1986年12月27日 |
| ナニーがスキーに行ったときの写真を見せた後、フォジーは誤ってコーヒーをこぼしてしまい、写真がダメになってしまう。ベイビーズたちは、なんとかしてスキー旅行の写真を作る。                                                                                |              |                                              |                                                        |                |
| 43 |              | Muppetland                                   | Imagination Land                                       | 1987年9月19日  |
| ベイビーズたちは、遊園地で開かれるブンゼンのバースデー・パーティーに招待される。パーティー開催日までに、自分たちのマペットランドを作る。 |              |                                              |                                                        |                |
| 44 |              | Water Babies                                 | There's a Fish That Looks a Lot Like Me                | 1987年9月26日  |
| ベイビーズが鉱山のトンネルで遊んだ後、水槽で海を探検する。 |              |                                              |                                                        |                |
| 45 |              | The Incredible Shrinking Weirdo              | Being Small Isn't Bad at All                           | 1987年10月3日  |
| ゴンゾが小さくなり、マペット・ショーの舞台にやってくる。 |              |                                              |                                                        |                |
| 46 |              | Where No Muppet Has Gone Before              | Guiding Star                                           | 1987年10月10日 |
| ブンゼンとビーカーが泊まりに来て、ベイビーズたちに宇宙の勉強を教える。ベイビーズたちは、宇宙がどんなところか想像する。 |              |                                              |                                                        |                |
| 47 |              | Journey to the Center of the Nursery         | Underground                                            | 1987年10月17日 |
| 注：このエピソードまで東映アニメーションがアニメーション制作。 |              |                                              |                                                        |                |
| 48 |              | This Little Piggy Went to Hollywood          | The Biggest Little Pig                                 | 1987年10月24日 |
| ピギーはハリウッド・スターになる夢を、再び目指そうとしていた。 注：このエピソードからAKOMがアニメーション制作。 |              |                                              |                                                        |                |
| 49 |              | My Muppet Valentine                          | You're Special to Me                                   | 1987年10月31日 |
| ナニーがロルフのバレンタイン・クッキーを忘れてしまい、ロルフの機嫌が悪くなってしまう。ベイビーズたちは、ロルフのためにバレンタイン・クッキーを作ることになった。                                                                                      |              |                                              |                                                        |                |
| 50 |              | Invasion of the Muppet Snackers              | Give Food a Chance                                     | 1987年11月7日  |
| 51 |              | Twinkle Toe Muppets                          |                                                        | 1987年11月14日 |
| ベイビーズたちがダンス教室を開き、スクーターに完璧なダンスを覚えさせる。 |              |                                              |                                                        |                |
| 52 |              | Weirdo for the Prosecution                   |                                                        | 1987年11月21日 |
| クッキーの瓶を割られてしまい、ゴンゾはスキーターに訴えられてしまう事態となる。 |              |                                              |                                                        |                |
| 53 |              | Muppet Island                                |                                                        | 1987年11月28日 |
| ナニーがカーペットの掃除をしている間、ベイビーズたちは子供部屋に閉じ込められてしまう。そのとき、皆が無人島生活の想像をする。 |              |                                              |                                                        |                |
| 54 |              | The Frog Who Knew Too Much                   |                                                        | 1987年12月5日  |
| ナニーから受け取った秘密を、カーミットが他のみんなに言わないように踏ん張る。 |              |                                              |                                                        |                |
| 55 |              | Beach Blanket Babies                         | He's the Most                                          | 1987年12月12日 |
| フォジーは水がとても怖く、飲むことさえできない。そこでベイビーズたちは、フォジーのために水を恐怖から吹き飛ばそうと考える。 |              |                                              |                                                        |                |
| 56 |              | Old MacKermit Had a Farm                     |                                                        | 1987年12月19日 |
| マフィンがどこから来たのか、ベイビーズたちは考えていた。 |              |                                              |                                                        |                |
| 57 |              | Adventures in Muppet-Sitting                 |                                                        | 1987年12月26日 |
| 58 |              | The House That Muppets Built                 |                                                        | 1988年1月2日   |
| サッカーの試合をしていたベイビーズたちは、ピギーが作ったドールハウスを壊してしまう。彼らはピギーのために、新しいドールハウスを作ろうと考える。 |              |                                              |                                                        |                |
| 59 |              | Masquerading Muppets                         | Costume Party                                          | 1988年1月9日   |
| 仮装舞踏会の準備に取り掛かるベイビーズたち。ピギーとスキーターは、女王の仮装で言い争って喧嘩をしてしまう。 |              |                                              |                                                        |                |
| 60 |              | Nanny's Day Off                              |                                                        | 1988年1月16日  |
| 61 |              | Muppets Not Included                         |                                                        | 1988年9月10日  |
| 62 |              | Beauty and the Schnoz                        | Look a Little Bit Closer                               | 1988年9月17日  |
| 63 |              | The Pig Who Would Be Queen                   |                                                        | 1988年9月24日  |
| 64 |              | Is There a Muppet in the House?              | No One Believes in Ghosts                              | 1988年10月1日  |
| 65 |              | Slipping Beauty                              | We Miss You                                            | 1988年10月8日  |
| 66 |              | Muppet Baby Boom                             | B-A-B-Y Baby                                           | 1988年10月15日 |
| 67 |              | Scooter by Any Other Name                    | Look at Me Now                                         | 1988年10月22日 |
| スクーターは、ゴンゾの助言を借りて自分の性格を変えようと踏ん張る。 |              |                                              |                                                        |                |
| 68 |              | He's a Wonderful Frog                        | He’s My Hero                                           | 1988年10月22日 |
| 69 |              | Elm Street Babies                            | Sandman                                                | 1988年11月5日  |
| 70 |              | Plan Eight from Outer Space                  | That's What Nannies Do                                 | 1988年11月12日 |
| 71 |              | Junkyard Muppets                             | We Want Your Stuff                                     | 1988年11月19日 |
| 72 |              | The Air Conditioner at the End of the Galaxy | Keep Your Cool                                         | 1988年11月26日 |
| 73 |              | Bug-Busting Babies                           | Bugbusters                                             | 1988年12月3日  |
| 74 |              | This Old Nursery                             | Caveman Ways                                           | 1989年9月16日  |
| 75 |              | And Now a Word from Our Muppets              | Come See Nanny                                         | 1989年9月23日  |
| 76 |              | Six-to-Eight Weeks                           | We've Been Waiting for You                             | 1989年9月30日  |
| 77 |              | The Green Ranger                             | Green Ranger                                           | 1989年10月7日  |
| 78 |              | Not Necessarily the Babies                   | Can't Stop the News                                    | 1989年10月14日 |
| 79 |              | Comic Capers                                 | We Love the Funnies                                    | 1989年10月21日 |
| ヒーローが活躍する漫画が載った新聞を読んでいたマペットたちは、自分がどんなヒーローになりたいかを想像する。 注：この回のゲストにスタン・リーが登場している。                                                                                           |              |                                              |                                                        |                |
| 80 |              | Faster Than a Speeding Weirdo                | I'll Be Blue for You                                   | 1989年10月28日 |
| 81 |              | Skeeter and the Wolf                         | Peter and the Wolf                                     | 1989年11月4日  |
| 82 |              | Romancing the Weirdo                         | It's Fun to Write                                      | 1989年11月11日 |
| 83 |              | The New Adventures of Kermo Polo             | Right Stuff                                            | 1989年11月18日 |
| 84 |              | Goosetown Babies                             | Goosetown                                              | 1989年11月25日 |
| 85 |              | It's Only Pretendo                           | The Great Unbeatable Me                                | 1989年12月2日  |
| 86 |              | Quoth the Weirdo                             | Making a Rhyme                                         | 1989年12月9日  |
| 87 |              | Operators Are Standing by                    | It's the Bees                                          | 1989年12月16日 |
| 88 |              | Babes in Troyland                            | Monster of My Dreams                                   | 1989年12月23日 |
| 89 |              | Puss 'n' Boots 'n' Babies                    | Don't You Wish You Were a Kitty Cat?                   | 1989年12月30日 |
| 90 |              | Muppets of Invention                         | Nose for the Future                                    | 1990年1月6日   |
| 91 |              | A Punch Line to the Tummy                    | Words Can Hurt                                         | 1990年1月13日  |
| 92 |              | Muppet Babies: The Next Generation           | The Future is Counting on You                          | 1990年9月15日  |
| 93 |              | Buckskin Babies                              | Pecos Weirdo", "We're Pals                             | 1990年9月22日  |
| 94 |              | Sing a Song of Superheroes                   | Various parodies of opera numbers.                     | 1990年9月29日  |
| 95 |              | Gonzee's Playhouse Channel                   | Na Na Numbers                                          | 1990年10月6日  |
| マペットたちは、自分だけのテレビチャンネルを開いて、有名なテレビ番組の真似っこをする。 『セサミストリート』のパロディも含まれる。 |              |                                              |                                                        |                |
| 96 |              | Kermit Pan                                   | Animal Gator                                           | 1990年10月13日 |
| 97 |              | Whose Tale Is It Anyway?                     | I'm Only One Bunny                                     | 1990年10月20日 |
| 98 |              | At the Movies                                |                                                        | 1990年10月27日 |
| 99 |              | In Search of the Bronzed Beetle              | Faraway Places Are Calling Me                          | 1990年11月3日  |
| 100 |              | The Transcontinental Whoo-Whoo               | Simon Says                                             | 1990年9月14日  |
| 101 |              | Get Me to the Perch on Time                  | Lou                                                    | 1991年9月21日  |
| 102 |              | Bearly Alone Babies                          | We're Not Scared                                       | 1991年9月28日  |
| 103 |              | Remote Control Cornballs                     | What's Bugging You?                                    | 1991年10月5日  |
| 104 |              | Nice to Have Gnome You                       | Just Read a Book                                       | 1991年10月12日 |
| 105 |              | Happy Birthday Uncle Piggy                   | It’s Hard to Be As Wonderful As Me                     | 1991年10月19日 |
| マペットたちは、スタトラーとウォルドーフのために最高のサプライズ・パーティーを作ろうと考える。 |              |                                              |                                                        |                |
| 106 |              | Hats!, Hats!, Hats!                          | Under a Hat                                            | 1991年10月26日 |
| 107 |              | Eight Flags Over the Nursery                 | Baby Land                                              | 1991年11月2日  |

## 楽曲
この番組のテーマソングと「Rocket to the Stars」と「Dream For Your Inspiration」は、ハンク・サローヤンとロブ・ウォルシュが作詞を担当している。そして本作に使われた約100曲は、アラン・オデイとジャニス・リーブハートによって作曲され、スコット・ブラウンリーが作詞を担当した。本作の主題歌では複数の女性歌手とマペッツたちが歌っているが、リブート版ではレネイ・エリース・ゴールズベリイが歌っている（リブートの吹き替え版では山田エンリ）。歌詞はリブート版と異なり、マペットたちが自分が好きなことを歌にしている。冒頭に流れる2つの歌詞はリブート版でも変わっておらず（リブート版の日本語吹き替え版では「みんなで遊べば、楽しさが溢れてくる」という意味で翻訳されている）、「君の夢を叶えてあげる」という意味で歌っている。

## 主題歌
「Muppet Babies Theme Song」
英語版合唱 -フランク・ウェルカー（カーミット、ビーカー）、ローリー・オブライエン（ピギー）、グレッグ・バーグ（フォジー、スクーター）、ルシー・テイラー（ゴンゾ）、ホーウィー・マンデル（アニマル、ブレゼン、スキーター）、ケイティ・レイ（ロルフ）、不明（コーラス）、セリフ - バーバラ・ビリングスリー（ナニー）
このオリジナル楽曲は、CD「Rocket to the Stars」に収録。

### 劇中に流れた曲
「Good Things Happen in the Dark Song」（第2話）
歌 - カーミット、ビーカー、ピギー、フォジー、スクーター、ゴンゾ、アニマル、ブンゼン、スキータ、ロルフ
演奏役はロルフで、恐怖心を持つビーカーのためにベイビーズたちがうたを歌った。
「best friends」（第4話）
歌 - スクーター、スキーター、ゴンゾ、ロルフ
僕らは最高の友だちという歌をジャングルの中で歌っていた。
「Piggy in a Star」（第10話）
歌 - ピギー
スターを目指すピギーが歌を披露し、ロルフが演奏をした。

## リブート版
2018年3月23日にディズニージュニアでリブート版が放送されている。従来のオリジナル版とは異なり、本作ではCGアニメ（コンピュータアニメーション）が採用され、2本立ての30分編成となっている。

## 続編作品
マペット・ベイビーズの爆裂な人気により、1985年にリトル・マペット・モンスターズ（Little Muppet Monsters）がCBSで放送された。日本では放送されていないが、東映アニメーションの作品歴史によると「マペット・ベービー&モンスター」と表記されている（1986年製作となっているがこれは誤り）。
この作品では、タグ、モリー、ブーの3匹のマペットが登場している。全13話が製作されたが、実際には放送されたのは第1話から第3話までだった。操演者・声優のキャスリン・マレンとヘンソン・カンパニーの関係者によると、マーベル・プロダクションがテレビ放送までに全シーズンのアニメーションを製作するのにスケジュールの調整ができなかったという。そこでCBSは、マーベル社がアニメーションを完成させるまでにマペット・ベイビーズの再放送を行っていた。本作の再放送を行ったことにより視聴率が大ヒットを繰り出したため、CBSはリトル・マペット・モンスターズの第4話以降を打ち切った。
オープニング・エンディングではマペット・ベイビーズのテーマソングを使っているが、歌詞は異なる。

## 映像ソフト化
アメリカでは1988年から1999年までに多くのエピソードを終了したVHSビデオを発売。
| 商品タイトル                 | 収録内容                                 | 米国発売日   |
| ---------------------------- | ---------------------------------------- | ------------ |
| Kids Klassics: Muppet Babies | I Want My Muppet T.V. Gonzo's Video Show | 1988年?月?日 |

クラフト・フーズは、1989年にクラフト・マシュマロのスポンサー企業とタッグを組んでマペット・ベイビーズのビデオテープを提供。ジム・ヘンソン・ビデオとブエナ・ビスタ・ホーム・ビデオから、「Explore with Us」「Let's Build」「Time to Play」が1993年1月29日に発売された。
| 商品タイトル    | 収録内容                                                        | 米国発売日    |
| --------------- | --------------------------------------------------------------- | ------------- |
| Explore with Us | The New Adventures of Kermo Polo The Transcontinental Whoo-Whoo | 1993年1月29日 |
| Let's Build     | Six-to-Eight Weeks Eight Flags Over the Nursery                 | 1993年1月29日 |
| Time to Play    | The Next Generation Beauty and the Schnoz                       | 1993年1月29日 |

1994年にはバレンタインのエピソードを収録したものがアメリカで発売されている。
| 商品タイトル    | 収録内容            | 米国発売日   |
| --------------- | ------------------- | ------------ |
| Be My Valentine | My Muppet Valentine | 1994年?月?日 |

1995年6月からは「Yes, I Can」シリーズがアメリカで発売された。
| 商品タイトル           | 収録内容                                         | 米国発売日    |
| ---------------------- | ------------------------------------------------ | ------------- |
| Yes, I Can Learn       | Good Clean Fun Get Me to the Perch on Time       | 1995年6月16日 |
| Yes, I Can Help        | Kermit Goes to Washington Nice to Have Gnome You | 1995年6月16日 |
| Yes, I Can Be a Friend | The Great Cookie Robbery Pigerella               | 1995年8月11日 |

1999年からは、ジム・ヘンソン・インターラクティブからもVHSビデオが発売。パッケージにはマペッツのキャラクターが描かれている。
全107話が収録されたDVD及びブルーレイについては正式な発表がない。ただし、2003年にPlush Toysからマペット・ベイビーズのぬいぐるみが発売された際、おまけとして4枚のDVDが配布されたことがある模様。
1990年代にはレーザーディスクが海外で発売された。
| 商品タイトル  | 収録内容 | 販売元           | 発売日                 | UPC番号         |
| ------------- | --- | ---------------- | ---------------------- | --------------- |
| Muppet babies | Muppet Babies: The Next Generation Beauty and the Schnoz The New Adventures of Kermo Polo Transcontinental Whoo-Whoo | Jim Henson Video | 1993年?月?日           | 717951631060    |
| Muppet babies | Gonzo's Video Show Raiders of the Lost Muppet                                                                        | Cascar Video     | 不明(ニュージーランド) | LD-NL-079(型番) |

## ネット配信
アメリカのDisney+ではリブート版しか配信されておらず、2023年現在も正規での視聴はできない。日本では日本語吹き替え版も視聴できない状況となっている。

## その他
A Muppet Family Christmas（米国制作年：1987年、日本未公開）
スクーター、ブンゼン、フォジーたちが、マペット・ベイビーズのような実写版を鑑賞。そのシーンで赤ちゃんたちがサンタが街にやってくるを歌っていたが、アメリカとカナダでビデオ化された際にカットされている。
Cartoon All-Stars to the Rescue（米国制作年：1990年、日本未公開）
幼児化したカーミット、ピギー、ゴンゾが登場。この作品は、薬物中毒対策に向けた特別番組となっている。
マペット放送局（米国制作年：1996年、日本初公開年：1997年）
本作をネタに製作されたコメディ・コーナー『サインフェルド・ベイビーズ』がある。ゴンゾがマペット・ベイビーズのビデオを持っていた。